# Stanislav Govorukhin
Stanislav Govorukhin (russisk: Станислав Сергеевич Говорухин) (født 29. marts 1936 i Berezniki i Sovjetunionen, død 14. juni 2018 i Barvikha i Rusland) var en russisk og sovjetisk filminstruktør, skuespiller og manuskriptforfatter.

## Filmografi i udvalg
Som instruktør
- Vertikal (Вертикаль, 1967)[6][7]
- Mesto vstretji izmenit nelzja (Место встречи изменить нельзя, 1979)
- Desjat negritjat (Десять негритят, 1987)
- Vorosjilovskij strelok (Ворошиловский стрелок, 1999)
- Blagoslovite zjensjjinu (Благословите женщину, 2003)
- Artistka (Артистка, 2007)
- V stile jazz (В стиле jazz, 2010)

Som skuespiller
- Orjiol i resjka (da.: Plat og krone, 1995)